# Internationella gruv-, kemi- och energiarbetarefederationen
Internationella gruv-, kemi- och energiarbetarefederationen (ICEM) är en internationell facklig organisation. ICEM bildades 1995 som en sammanslagning av MIF, en federation för gruvarbetare, och ICEF, en federation för kemi-, energi- och fabriksarbetare. År 2007 hade man 467 medlemsförbund i 132 länder, vilka sammanlagt representerade över 20 miljoner arbetare. Medlemmarna arbetar inom en rad olika områden: energiindustri, gruv- och stenbrottsindustri, kemisk och biovetenskaplig industri, massa- och pappersindustri, gummiindustri, ädelstensindustri, glas- och keramikindustri, miljötjänstsindustri samt service och diverse.
ICEM:s högsta beslutande organ är kongressen som sammanträder minst var fjärde år. Det är styrelsen som har till uppgift att organisera kongressen. Presidiet ansvarar för den löpande verksamheten mellan kongresserna, och sekretariatet sköter organisationens ekonomi och ansvarar för medlemstidningen.